# Heinz Sauer
Pour les articles homonymes, voir Sauer.

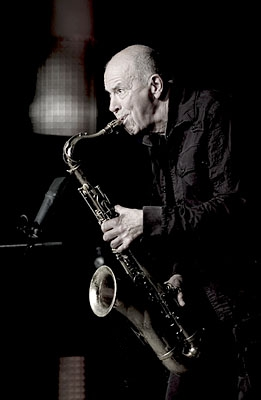
Heinz Sauer en 2008.

Heinz Sauer, né le 25 décembre 1932 à Mersebourg en Allemagne, est un saxophoniste et compositeur de jazz.